# Кіровоградський обласний інститут післядипломної педагогічної освіти імені Василя Сухомлинського
Комунальний заклад "Кіровоградський обласний інститут післядипломної педагогічної освіти імені Василя Сухомлинського" (КЗ "КОІППО імені Василя Сухомлинського") — вищий навчальний заклад в Україні. Заснований 1939 року .

## Історія

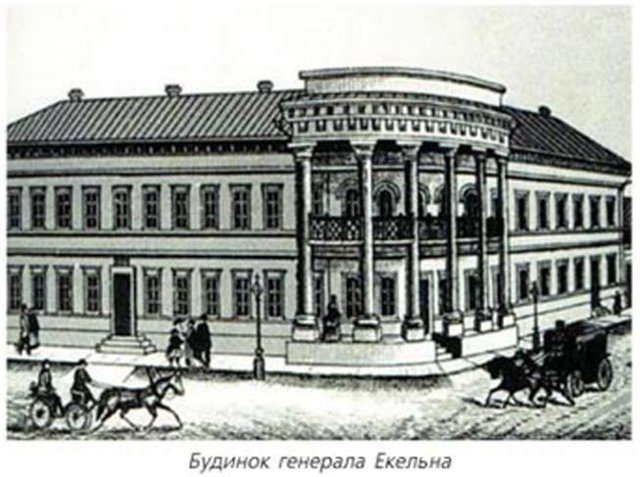

Глибоко символічно, що будівлю у самісінькому центрі міста, в якій знаходиться інститут — так званий «будинок генерала Екельна» (колись один з найкращих в Єлисаветграді, первісний вигляд якого до невпізнання спотворений численними добудовами та перебудовами) з 1875 р. по 1904 р. займала Єлисаветградська громадська жіноча гімназія. Це був найстаріший жіночий навчальний заклад на півдні Російської імперії (заснований у 1860 р.). в якому з 1881 р., після відкриття 8-го додаткового педагогічного класу, й було розпочато підготовку вчителів на Єлисаветградщині.

### 10 січня1939 року
Створення Кіровоградської області як адміністративної одиниці.
Перепідготовку вчителів здійснював Облвідділ Наросвіти на базі обласного методкабінету.
У 1939 році рішенням оргкомітету Верховної Ради УРСР по Кіровоградській області обласний методичний кабінет реорганізовано в інститут удосконалення вчителів.
Першим директором був Б. В. Цимбал.

### 1939-1944 роки
На початку в інституті працювало 5 педагогів, які очолювали предметні кабінети:
• історії, суспільствознавства та географії;
• української і російської мов та літератури;
• біології та хімії;
• дитячих будинків та спеціальних шкіл.
Інститут працював на базі міських шкіл та учительського інституту. Директором був Сергій Захарович Сергієнко — (січень1941 — серпень 1944).

### Квітень1944 року
Інститут відновив діяльність. З лютого 1944 — по червень 1944 директором працював А. І. Нагорний, методистами — Г.Дьяконов, Є. П. Чижова, Н. Г. Задзенюк, С. М. Орлова.
З липня 1944 по жовтень 1946 директором працював Анатолій Олександрович Кадисон (вихованець А. С. Макаренка). а з листопада 1946 по жовтень 1949 Заслужений вчитель УРСР Євгенія Платонівна Чижова.
Основні завдання: створення ефективної системи методичної роботи з педагогічними кадрами, співпраця з районними та міськими педагогічними кабінетами.

### 1950–1960
Директори:
• Микола Євдокимович Колючий — (лютий 1950 — серпень 1952)
• Михайло Михайлович Скалевой — (лютий 1953 — листопад 1955)
• Марія Миколаївна Орлова (листопад 1955 — по квітень 1961 року)
Провідні методисти інституту: В. Г. Кривошея, Б. І. Агафонов, Л. А. Терлецький, О. О. Сікорако, А. Я. Резенберг, Д. А. Євгенеко, В. М. Смірнов
Зміст діяльності:
• удосконалення структури та змісту програм підвищення кваліфікації педагогів;
• запровадження політехнічного навчання у загальноосвітніх школах, співпраця з педагогами-організаторами учнівських виробничих бригад та школи повного дня;
• поширення досвіду, видання плакатів та буклетів, книг В.Сухомлинського.
Було проведено І обласну науково-практичну конференція педагогів — 600 учасників (1950).

### 1960-ті роки
Директори:
• С. Т. Чернишов (серпень 1961 — серпень 1964 роки).
• Олександр Олексійович Хмура (вересень 1964 — липень 1970 року).  О. О. Хмура — керівник установи та науковець. У 1965 році захистив дисертацію «Організація і методика занять математики у старших класах середньої школи».
Впровадження лекційно-практичної системи (працівники інституту — І. Т. Стеценко, М. А. Яровий, Л. А. Терлецький, К. О. Лівшиць; вчителі В. М. Завальнюк, Л. Д. Мельницький, Е. Г. Пасічник, В. Д. Гонець).
Вивчення та поширення досвіду:
• Трудового навчання — І. Г. Ткаченка, Ф. Ф. Оксанича, М. В. Долини, П. Ф. Козуля працівниками інституту І. Т. Бабанським, Б.Й Агафоновим.
• Організації методичної роботи — Г. М. Перебийноса, В. М. Кофмана.

### 1965
Обласна науково-практична конференція «Яким повинен бути директор сучасної школи», Заслужений вчитель України В.Сухомлинський.

### 1968
Інститут отримав приміщення, обладнання кабінетів.

### 1970-ті роки
Директори: Олександр Михайлович Красноголовець — (січень 1971 — серпень 1973)
Микола Антонович Яровий (з 1973 1999 2000 року)
Провідні напрями діяльності інституту: З 1970 року — • Вивчення та впровадження педагогічної спадщини В.Сухомлинського (курс лекцій, відвідування Павлиської школи та музею, видання бібліографічного покажчика та творів педагога.
1972 — •І обласна науково-практична конференція, присвячена педагогічній спадщині Василя Сухомлинського.
1978 — •ІІ обласна науково-практична конференція «В. О. Сухомлинський і актуальні проблеми сучасної школи»
1971 — •Обласна школа передового педагогічного досвіду директорів опорних шкіл при директорові Богданівської СШ № 1 Знам'янського району І. Г. Ткаченка. Її слухачами стали: Г. М. Перебийніс, А. Б. Резнік, С. Г. Максютін, П. Ф. Козуль, І. А. Шевченко, О. П. Руденко, М. І. Кодак, В. Я. Нога.
1975 — •Розпочата діяльність обласного науково-методичного семінару для педагогів, які займаються педагогічними дослідженнями. 15 слухачів захистили дисертації: Н. А. Калініченко, І. А. Шевченко, Г. К. Настасьєв, В. Б. Просвіріна, М. П. Лебедик, М. В. Даниленко, А. Б. Рєзнік, І. А. Гурбанська, В. В. Чубар, А. М. Бабуба, В. І. Каюков, С. П. Логачевська.
1979 рік — Виділено 180 місць у гуртожитку Кіровоградського педагогічного інституту ім.. О. С. Пушкіна.

### 1980-ті роки
Діяльність колективу інституту спрямована на:• Реалізацію Основних напрямків реформи загальноосвітньої і професійної школи.
• Розвитку інституту як науково-методичного центру підвищення кваліфікації педагогічних кадрів. Вивчення, узагальнення та впровадження передового педагогічного досвіду.
Діяльність провідних науковців та методистів інституту.
1986 — Кіровоградський обласний інститут удосконалення вчителів був визнаний найкращим серед інститутів України Міністерством України та ЦК профспілки колишнього Союзу.
Всеукраїнське свято Рідної мови

### 1990-2000 роки
— Формування національної школи
Створення системи опорних шкіл з національного виховання. В. І. Каюков.
Організація та проведення Всеукраїнських олімпіад
Інститут післядипломної педагогічної освіти.
Директори:
• Станіслав Микитович Гайдук (2000)
• Олексій Георгійович Романенко (2000–2004)
Провідні методисти: Л. А. Терлецький, А. І. Постельняк, І. М. Переденко, О. І. Крижанівська, К Л. Ф. Одорожа, В. А. Чорна, К. О. Лівшиць, Л. Г. Семезенко, Л. М. Супрун, С. С. Савельєва, Г. Й. Попруга, С. С. Скринник. Р. П. Кущова, А. М. Пустовойт
2003 Присвоєння інституту імені Василя Сухомлинського

## Напрями діяльності
Основними напрямками діяльності Інституту є:
- науково-дослідна робота;
- підвищення кваліфікації;
- стажування;
- моніторингові дослідження якості освіти;
- культурно-освітня, науково-методична, видавнича;
- міжнародне співробітництво в галузі освіти;
- виставкова, ярмаркова.

## Структура інституту

### Обласний навчально-методичний центр освітнього менеджменту та координації діяльності методичних служб
Відповідно до вимог чинного законодавства обласний навчально-методичний центр освітнього менеджменту та координації діяльності методичних служб створений відповідно до наказу КОІППО імені Василя Сухомлинського від 06 лютого 2004 року № 6-ОС «Про створення в структурі КОІППО імені Василя Сухомлинського центру з питань координації діяльності методичних кабінетів (центрів) та методичної роботи з педагогічними кадрами і внесення змін у штатний розпис ОІППО». Назву центру змінено наказом КОІППО імені Василя Сухомлинського від 27 серпня 2012 року № 173-ОС «Про зміну назв структурних підрозділів». Діяльність центру здійснюється за Положенням про обласний навчально-методичний центр освітнього менеджменту та координації діяльності методичних служб Кіровоградського обласного інституту післядипломної педагогічної освіти імені Василя Сухомлинського (затверджено наказом КОІППО імені Василя Сухомлинського від 11 жовтня 2012 року №97).
Центр взаємоузгоджує та інтегрує діяльність методичних служб управління освітою районних державних адміністрацій, виконавчих комітетів міських рад міст обласного значення, міських, селищних, сільських рад об’єднаних територіальних громад, керівників закладів освіти за векторами:
- Формування нової генерації методистів-андрагогів, що виконують ролі супервізора, коуча, дорадника та супроводжують усі етапи навчання керівників закладів освіти, педагогів.
- Створення мережевого диференційованого акмеологічного освітнього простору на принципах людиноцентризму, рівноправності, гуманізму, фасилітативності за індивідуальними освітніми траєкторіями.
- Методичний супровід педагога, здатного до безперервного інтелектуального, культурного і духовного розвитку впродовж життя шляхом формальної, неформальної та інформальної освіти.
- Науково-методичне забезпечення виявлення, вивчення, узагальнення та впровадження педагогічного досвіду.
- Організаційно-педагогічні засади обслуговування закладів освіти в умовах децентралізації управління освітою.
Інформаційно-методичний ресурс центру: http://metodcentr-koippo.edukit.kr.ua/.

## Нагороди
Комунальний заклад «Кіровоградський обласний інститут післядипломної педагогічної освіти імені Василя Сухомлинського» відзначений золотою медаллю у номінації «Інновації в упровадженні в освітню практику системи дистанційного навчання».

## Відомі особистості
- Сухомлинський Василь Олександрович, керівник творчої групи директорів шкіл, викладач,
- Хмура Олександр Олексійович, директор, викладач
- Ткаченко Іван Гурович, керівник творчої групи
- Постельняк Антоніна Іванівна, методист, популяризатор досвіду видатних педагогів Кіровоградщини
- Гайда Лариса Анатоліївна
- Митрофаненко Юрій Станіславович, старший викладач кафедри теорії і методики середньої освіти, доктор історичних наук
- Небеленчук Ірина Олександрівна, старший викладач кафедри теорії і методики середньої освіти, кандидат педагогічних наук